# Aeroporto di San Sebastián
L'Aeroporto di San Sebastián (in spagnolo Aeropuerto de San Sebastián; in basco Donostia-Hondarribiko aireportua) è uno scalo aereo spagnolo situato nel comune di Hondarribia, nella provincia basca di Gipuzkoa, a pochi metri dalla frontiera franco-spagnola. È situato a 22 km ad est della città di San Sebastián.

## Storia
L'aeroporto è stato inaugurato il 22 agosto 1955 e aperto ufficialmente al traffico il 29 agosto 1955. La compagnia aerea Aviaco fu la prima a operare voli, a partire dal 2 settembre 1955. La pista era lunga 1.200 metri ed era orientata in direzione 05/23. Questo orientamento costringeva gli aerei a sorvolare il territorio francese, provocando un'immediata protesta da parte del governo francese.
Nel luglio 1957 un incontro tra due delegazioni spagnole e francesi portò a un accordo per limitare il funzionamento dell'aeroporto. L'accordo entrò in vigore nel 1959 e l'aviazione da diporto fu vietata.
Nel luglio 1961 la pista fu allungata a 1.500 metri. Tra il 1964 e il 1965 fu ampliata l'area di parcheggio degli aerei, fu costruita la torre di controllo e l'aeroporto assunse ufficialmente il nome attuale. Nel 1967 iniziarono i lavori per la costruzione del terminal, inaugurato l'anno successivo. Nel dicembre 1969 l'aeroporto è stato chiuso per estendere la pista fino all'attuale lunghezza di 1.754 metri.
Il 18 marzo 1992 Spagna e Francia hanno firmato un nuovo accordo che elimina il divieto di volo per i jet e limita il numero di movimenti giornalieri, al di fuori delle ore notturne, a 12 MD-88 e 12 BAE-1461.